# Partit Progressista Unificat
El Partit Progressista Unificat (en coreà: 통합진보당; RR:Tonghapjinbodang) va ser un partit d'esquerres sud-coreà. Fundat al 2011 com a fusió de diversos partits minoritaris, només existiria tres anys fins a la seva il·legalització el 2014 sota acusació de simpatitzar amb Corea del Nord. Es considera que el seu successor és el Partit Progressista, fundat al 2017.

## Història
El partit va néixer el 5 de desembre de 2011 a partir de la fusió del Partit Laborista Democràtic, el Partit de la Participació Popular i una facció escindida del Partit Nou Progressista. Inicialment, el PPU es considerava un partit d'arreplega, però aviat la lluita entre faccions provocaria que liberals i socialdemòcrates abandonessin el projecte, guanyant l'hegemonia el sector nacionalista d'esquerres.
Tanmateix, a les eleccions legislatives de 2012 el partit aconseguiria la tercera posició i vuit escons, però un diputat i els quatre co-líders dimitirien poc després fruit de l'escàndol i irregularitats en les eleccions a candidats del partit. La crisi interna aviat donaria pas a un altre terratrèmol, ja que el 5 de setembre de 2013 el Servei Nacional d'Intel·ligència acusaria al diputat Lee Seok-ki de planejar una rebel·lió en benefici de Corea del Nord.
El cas va desencadenar una tempesta política i mediàtica en una nació on fins i tot lloar el Nord es pot considerar un delicte. Posteriorment, els fiscals de Corea del Sud van acusar Lee d'haver complotat una rebel·lió a favor de Corea del Nord per enderrocar el govern, dient que el seu pla representava una "greu" amenaça per a la seguretat nacional. Aprofitant el cas, només dos mesos després de la detenció de Lee, el govern demanaria al Tribunal Constitucional que dissolgués el PPU a causa dels seus suposats vincles amb Corea del Nord.
El 17 de febrer de 2014, Lee va ser condemnat per un tribunal de districte a 12 anys de presó, anticipant el destí del partit. Així, el 19 de desembre de 2014, el Tribunal Constitucional de Corea va dictaminar 8-1 a favor de la dissolució. Els cinc diputats que mantenia el Partit també van ser privats dels seus escons a l'Assemblea Nacional. Segons Amnistia Internacional, la prohibició de l'UPP va plantejar "serioses preguntes pel que fa al compromís de les autoritats amb la llibertat d'expressió i associació".
Després de la dissolució, els antics membres del PPU crearien el Nou Partit Popular i el Partit Popular Unit, que aviat s'unificarien en el Partit Progressista, considerat el successor directe del Partit Progressista Unificat.

## Resultats electorals

### Eleccions Legislatives
| Any  | Líder        | Ciccum.   | Ciccum. | Ciccum. | Llista    | Llista | Llista | Escons   | Pos. | Govern   |
| Any  | Líder        | Vots      | %       | Escons  | Vots      | %      | Escons | Escons   | Pos. | Govern   |
| ---- | ------------ | --------- | ------- | ------- | --------- | ------ | ------ | -------- | ---- | -------- |
| 2012 | Lee Jung-hee | 1,291,306 | 5.99    | 7 / 246 | 2,198,405 | 10.31  | 6 / 54 | 13 / 300 | 3r   | Oposició |